# Gregory Chaitin
 (novembre 2013).
Gregory Chaitin (né à Chicago en 1947) est un mathématicien et informaticien argentino-américain. C'est un spécialiste de l'algorithmique.

## Biographie
Dès la fin des années 1960, Chaitin fit d'importantes contributions à la théorie algorithmique de l'information. En particulier, il travailla à un nouveau théorème d'incomplétude similaire, par le raisonnement qui le sous-tend, au théorème d'incomplétude de Gödel. 
En 1995, l'université du Maine lui décerna le titre de docteur honoris causa en sciences. En 2002, l'université de Buenos Aires, la ville où sont nés ses parents et où il passa une partie de sa jeunesse, le distingua par le titre de professeur honoraire. Il est aussi membre associé du département d'informatique de l'université d'Auckland en Nouvelle-Zélande.
Chaitin a défini la constante de Chaitin (aussi nommée Oméga de Chaitin), un nombre réel dont les chiffres sont équidistribués qui exprime la probabilité qu'un programme aléatoire s'arrête. Ce nombre possède des propriétés remarquables, à commencer par celle d'être défini sans ambiguïté, sans pour cela être calculable au sens de Turing.